# Ante (Dives)
Die Ante ist ein Fluss in Frankreich, der im Département Calvados in der Regionen Normandie verläuft. Sie entspringt im Gemeindegebiet von Martigny-sur-l’Ante entwässert generell in nordöstlicher Richtung und mündet nach rund 20 Kilometern im Gemeindegebiet von Morteaux-Coulibœuf als linker Nebenfluss in die Dives.

## Orte am Fluss
- La Corbetière, Gemeinde Martigny-sur-l’Ante
- Falaise
- Morteaux-Coulibœuf